# Tourntchouk
Le Tourntchouk (en ukrainien : Турунчук) est une rivière d'Europe de l'Est longue de 60 km et avant de déboucher dans le liman du Dniestr relié à la mer Noire, au sud-ouest d'Odessa.
Elle se sépare du Dniestr à Cioburciu en Moldavie pour se jeter après Biliaïvka dans le liman du Dniestr, large jusqu'à 30 m elle est profonde de 6 km à 9 m.

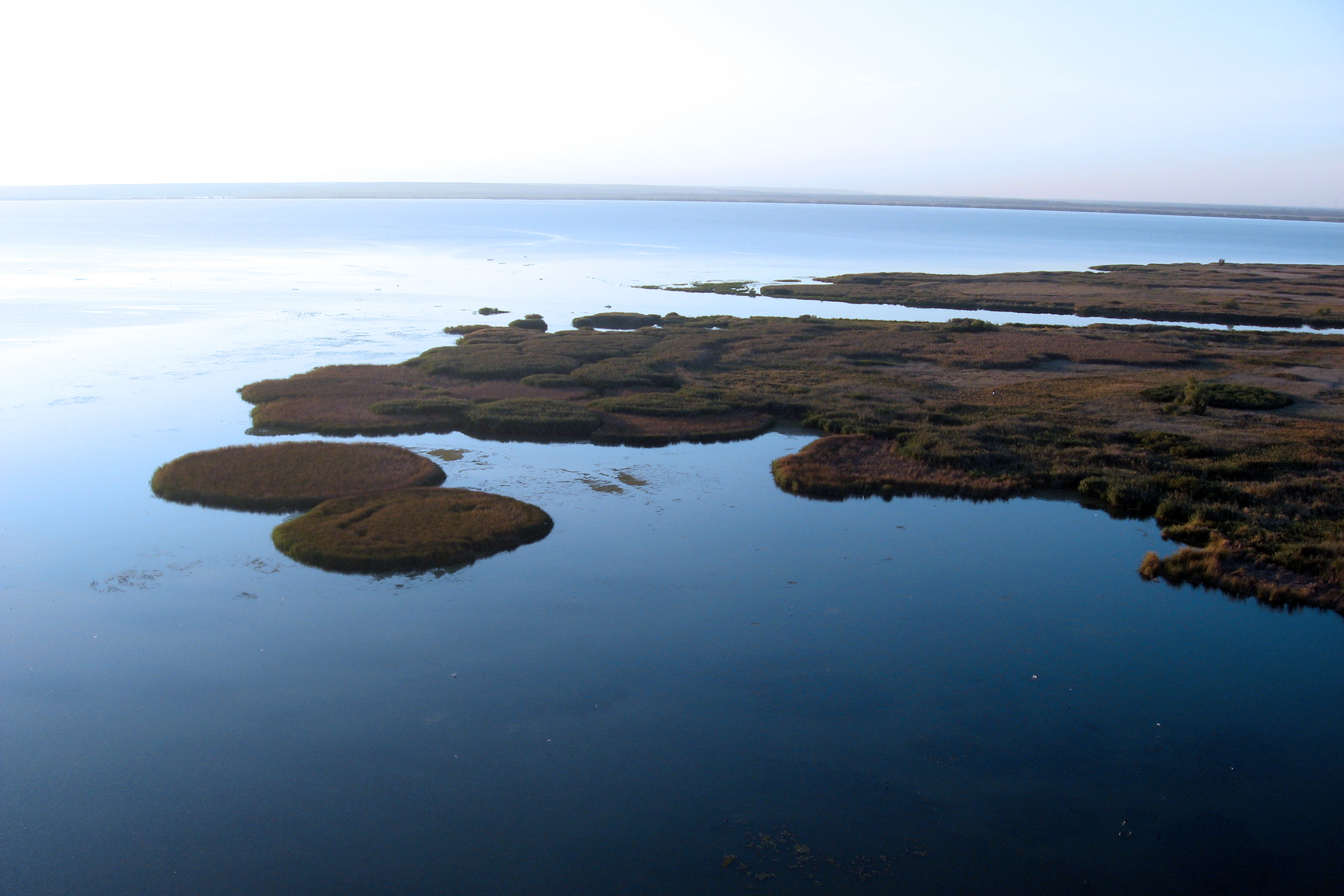
Son cours,
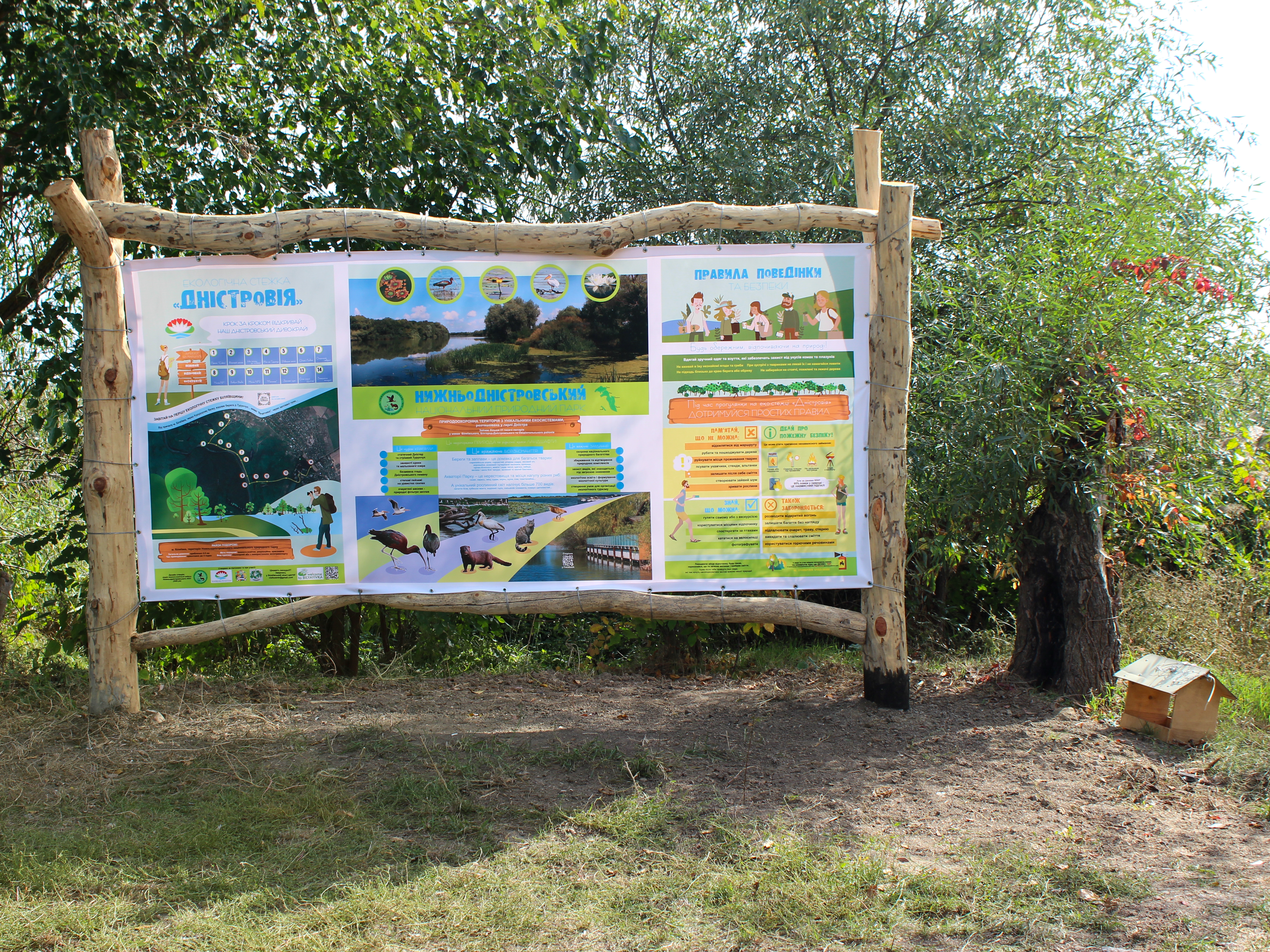
accueil du public,
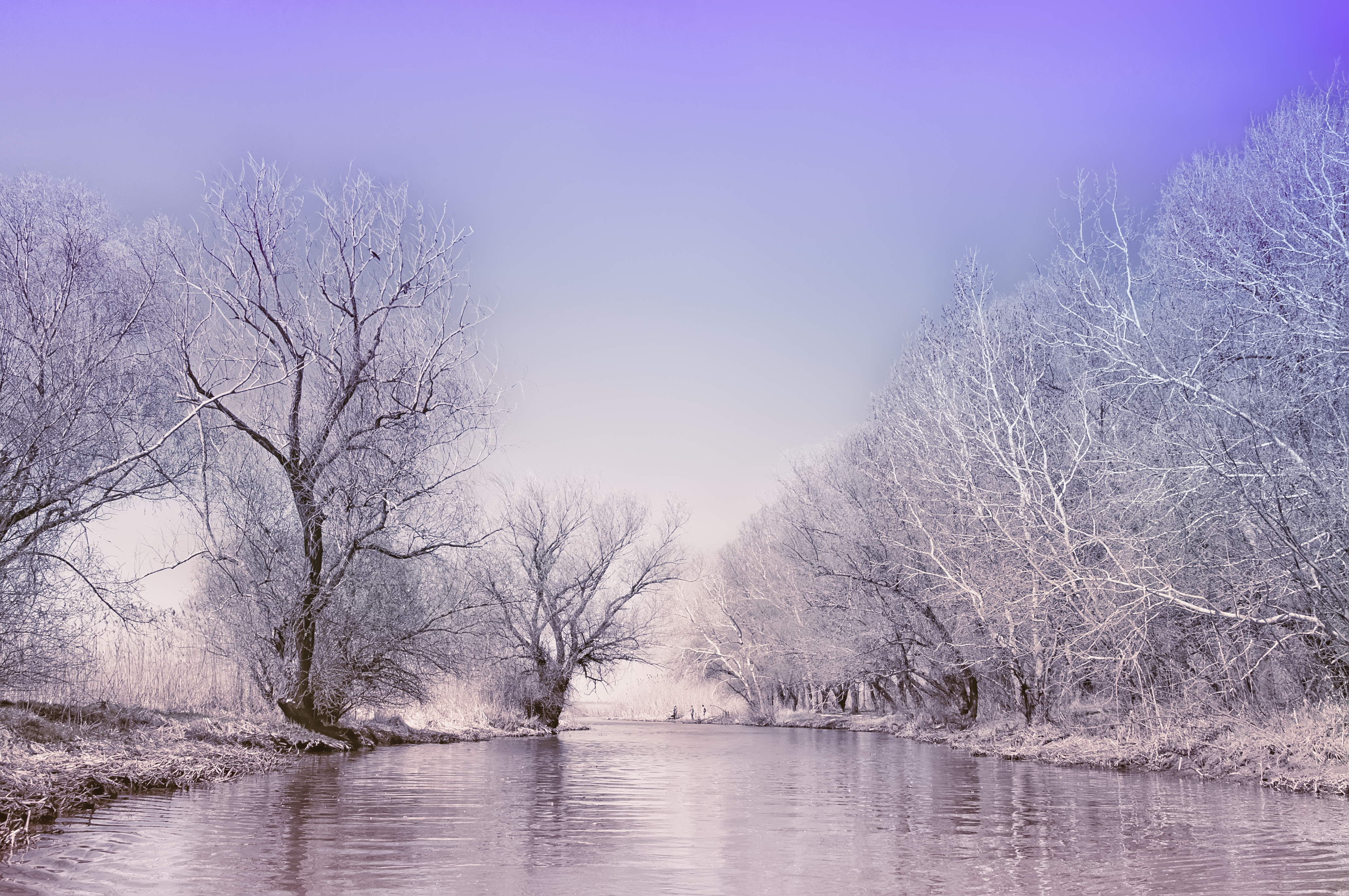
sous la neige.

Elle est classée, dans une partie de la zone comprise entre elle et le fleuve c'est un site RAmsar et WDPA.